# Henri Klein (athlétisme)
Pour les articles homonymes, voir Henri Klein et Klein.
Henri Klein, né le 23 septembre 1919 à Mulhouse et mort le 12 mai 2007 à Villeneuve-sur-Lot, est un athlète français.

## Biographie
Henri Klein est champion de France du 1 500 mètres en 1948 et vice-champion de France en 1951. 
Il est éliminé en séries du 1 500 mètres des Jeux olympiques d'été de 1948 à Londres.